# 홍종현 (배우)
홍종현(1990년 2월 2일 ~ )은 대한민국의 배우이자 모델이다.

## 연기 활동

### 드라마
| 연도 | 방송채널                          | 제목                                                               | 역할                  | 비고             |
| ---- | --------------------------------- | ------------------------------------------------------------------ | --------------------- | ---------------- |
| 2009 | MBC                               | 수목드라마 《맨땅에 헤딩》                                         | 홍경래                | 16부작           |
| 2010 | SBS                               | 월화드라마 《오! 마이 레이디》                                     | 박진호                | 16부작           |
| 2010 | KBS2                              | 청소년드라마 《정글피쉬 2》                                        | 민호수                | 8부작            |
| 2011 | KBS2                              | 8부작 드라마 《KBS 드라마 스페셜 연작 시리즈 - 화이트 크리스마스》 | 이재규                | 8부작            |
| 2011 | SBS                               | 월화드라마 《무사 백동수》                                         | 정조                  | 29부작           |
| 2011 | MBN                               | 일일시트콤 《뱀파이어 아이돌》                                     | 종현/야리루 지니어스  | 79부작           |
| 2012 | MBN                               | 일일시트콤 《뱀파이어 아이돌》                                     | 종현/야리루 지니어스  | 79부작           |
| KBS2 | 수목드라마 《난폭한 로맨스》      | 서윤이                                                             | 16부작                |                  |
| JTBC | 수목드라마 《친애하는 당신에게》  | 고진세                                                             | 16부작                |                  |
| KBS2 | 수목드라마 《전우치》             | 서찬휘                                                             | 24부작                |                  |
| KBS2 | 수목드라마 《전우치》             | 서찬휘                                                             | 24부작                | 2013             |
| tvN  | 월화드라마 《연애조작단; 시라노》 | 무진                                                               | 16부작                |                  |
| 2014 | SBS 플러스                        | 미니시리즈 《여자만화 구두》                                       | 오태수                | 10부작           |
| 2014 | KBS2                              | 단막극 《드라마 스페셜 - 내가 결혼하는 이유》                      | 이준기                | 1부작            |
| 2014 | MBC                               | 주말 특별기획 《마마》                                             | 구지섭                | 24부작           |
| 2015 | O'live                            | 화요드라마 《유미의 방》                                           |                       | 10부작           |
| 2016 | SBS                               | 월화드라마 《달의 연인 - 보보경심 려》                             | 3황자 왕요 (3대 정종) | 20부작           |
| 2017 | MBC                               | 월화드라마 《왕은 사랑한다》                                       | 왕린                  | 40부작           |
| 2019 | KBS2                              | 주말드라마 《세상에서 제일 예쁜 내 딸》                            | 한태주                | 108부작          |
| 2019 | SBS                               | 수목드라마 《절대 그이》                                           | 마왕준                | 36부작           |
| 2023 | 디즈니+                           | 드라마 《레이스》                                                  | 류재민                | 12부작           |
| 2023 | SBS                               | 목요드라마 《국민사형투표》                                        |                       | 특별 출연        |
| 2024 | tvN                               | 월화드라마 《플레이어2 : 꾼들의 전쟁》                             | 신형민                | 특별 출연        |
| 2024 | 쿠팡플레이                        | 드라마 《사랑 후에 오는 것들》                                     | 김민준                | 6부작            |
| 2024 | KBS2                              | 단막극 《드라마 스페셜 - 핸섬을 찾아라》                           | 핸섬 (정해민)         | 단막극, 특별출연 |
| 2025 | tvN                               | 월화드라마 《그놈은 흑염룡》                                       | 윤지후                | 특별출연         |

### 영화
| 연도 | 제목                             | 역할   | 비고 |
| ---- | -------------------------------- | ------ | ---- |
| 2008 | 《쌍화점》                       | 건룡위 |      |
| 2008 | 《연인들 - 헤이, 톰》            | 톰     |      |
| 2009 | 《바다 쪽으로, 한 뼘 더》        | 준서   |      |
| 2010 | 《귀》                           | 재영   |      |
| 2010 | 《정글피쉬 2 극장판》            | 민호수 |      |
| 2013 | 《경찰가족》                     | 한철수 |      |
| 2014 | 《여자만화 구두 극장판》         | 오태수 |      |
| 2015 | 《위험한 상견례 2》              | 한철수 |      |
| 2015 | 《앨리스: 원더랜드에서 온 소년》 | 환     |      |
| 2019 | 《다시, 봄》                     | 호민   |      |

## 그 외 활동

### M/V
- 2008년 에피톤 프로젝트 - 나는 그 사람이 아프다 (사랑의 단상 Chapter. 1)
- 2008년 센티멘탈 시너리 - This is not a Love Song (사랑의 단상 Chapter. 2)
- 2013년 더블케이 - Rewind (Feat. 이미쉘)
- 2013년 2NE1 - Falling In Love
- 2014년 홍대광 - 답이 없었어
- 2015년 윤현상 - 잊는다는 게
- 2015년 스누퍼 (Snuper) - 쉘 위 댄스 (Shall We Dance)

### 예능
- 2008년 ETN 《힙 마이 라이프》
- 2009년 MBC every1 《지금은 꽃미남 시대》
- 2010년 On Style 《차트 N°5》
- 2012년 M.net 《와이드 연예뉴스》 MC
- 2012년 QTV 《죽 쑤는 여자 죽지 않는 남자》
- 2012년 SBS 《강심장》
- 2013년 QTV 《REAL MATE in 호주 골드코스트]》
- 2013년 On Style 《스타일로그 시즌 1》
- 2013년 On Style 《petorialist》
- 2014년 On Style 《스타일로그 시즌 2》
- 2014년 MBC 《우리 결혼했어요 시즌 4》
- 2014년 ~ 2015년 SBS 《인기가요》 MC
- 2015년 SBS 《일요일이 좋다 - 런닝맨》
- 2016년 SBS 《정글의 법칙》
- 2016년 MBC Every1 《헬로우 큐슈》
- 2016년 SBS 《일요일이 좋다 - 런닝맨》
- 2016년 XTM 《탑 기어 코리아 시즌 7》

### 광고
- 삼성테스코 홈플러스
- 삼성생명 퓨쳐 30+
- 삼성 제일모직 MVIO Good Luck 캠페인
- 삼성 에버랜드
- 모토로라 - 모토쿼티
- 오리온 - 도도한 나쵸
- 롯데 - 설레임
- 질바이질스튜어트
- 요거프레소

## 경력
- 2007년 '08 S/S 서울컬렉션' MVIO쇼 모델
- 2008년 Seoul Fashion Week 08 S/S (한상혁) 모델
- 2008년 SFAA Collection 08 S/S (이주영, 장광효) 모델
- 2008년 Tommy Hilfiger 2008 모델
- 2008년 Seoul Fashion Week 08 F/W (송혜명, 송지오, 장형태, 최범석) 모델
- 2008년 Marc by Jacobs 2008 F/W (마크 제이콥스) 모델
- 2009년 Seoul Fashion Week 09 S/S (강동준, 고태용, 송지오) 모델
- 2009년 Seoul Fashion Week 09 F/W (강동준, 박성철, 양희민, 송지오, 고태용) 모델
- 2010년 Jardin de Chouette Collection 2010 F/W (김재현) 모델
- 2010년 Seoul Fashion Week 2010 F/W (김재현, 최범석) 모델
- 2012년 Seoul Fashion Week 2012 S/S (고태용) 모델
- John Varvatos, Kai-aakmann

### 그 외
- 의류: 《버커루》, 《TBJ》, 《유니클로》 모델
- 패션쇼: 서울 컬렉션, SFAA컬렉션 모델
- 잡지: Arena, Esquire, Men's Health, Vogue, Elle girl, Vogue girl, Singles, Marie Claire, Ceci, Style H, Cracker, Bling, Maps, Ceci Campus, GQ, Cosmopolitan, Sure, Ecole, Cindy the perky, Neighbor, Etc, Maxim, Anan

## 수상 및 후보
| 연도 | 시상식                                 | 부문                             | 작품                     | 결과 |
| ---- | -------------------------------------- | -------------------------------- | ------------------------ | ---- |
| 2011 | 제27회 코리아 베스트드레서 스완 어워드 | 모델 부문                        | 빈칸                     | 수상 |
| 2014 | MBC 방송연예대상                       | 뉴스타상                         | 우리 결혼했어요          | 수상 |
| 2014 | MBC 연기대상                           | 남자 신인상                      | 마마                     | 후보 |
| 2015 | 제9회 케이블TV 방송대상                | 베스트 커플상 (With 한승연)      | 여자만화 구두            | 수상 |
| 2015 | 제10회 아시아모델상시상식              | 뉴스타상 연기자 부문             | 빈칸                     | 수상 |
| 2016 | 제21회 춘사영화상                      | 특별인기상                       | 빈칸                     | 수상 |
| 2016 | SBS 연기대상                           | 판타지드라마부문 남자 우수연기상 | 달의 연인 - 보보경심 려  | 후보 |
| 2017 | MBC 연기대상                           | 월화극부문 남자 우수연기상       | 왕은 사랑한다            | 후보 |
| 2018 | 제13회 숨피 어워즈                     | 최우수조연상 남자부문            | 왕은 사랑한다            | 후보 |
| 2019 | KBS 연기대상                           | 네티즌상 남자부문                | 세상에서 제일 예쁜 내 딸 | 후보 |
| 2019 | KBS 연기대상                           | 장편드라마 부문 남자 우수상      | 세상에서 제일 예쁜 내 딸 | 후보 |